# Pour It Up
„Pour It Up“ е песен на барбадоската певица Риана. Песента е третият сингъл от седмия ѝ студиен албум – „Unapologetic“.

## Изпълнения на живо
Риана изпълнява песента на живо на турнето си „Diamonds World Tour“.

## Кавър версии и ремикси
Ръпърката Трина направи фрийстайл на песента. Тя издаде фристайла на 24 януари 2013 г.На 4 февруари 2013 г. Лил Ким и гаджето ѝ Мистър Пейпърс направиха ремикс на песента.Официалният ремикс на песента е с участието на Йънг Джийзи, Рик Рос, Джуйси Джей и T.I.

## История на издаване
| Държава        | Дата             | Формат          | Музикален издател  |
| -------------- | ---------------- | --------------- | ------------------ |
| САЩ            | 8 януари 2013 г. | Радио излъчване | Def Jam Recordings |
| САЩ            | 2 април 2013 г.  | Радио излъчване | Def Jam Recordings |
| Великобритания | 29 април 2013 г. | Радио излъчване | Mercury Records    |

## Позиции в музикалните класации
| Държава                                 | Позиция |
| --------------------------------------- | ------- |
| Франция (SNEP)                          | 191     |
| САЩ (Billboard Hot 100)                 | 19      |
| САЩ (Hot R&B/Hip-Hop Songs – Billboard) | 6       |